# Bifrenaria venezuelana
Bifrenaria venezuelana é uma espécie de orquídea epífita de crescimento escandente que existe na Floresta Amazônica, na Venezuela e no Brasil.  Trata-se de uma espécie de transição entre os dois grupos de Bifrenaria pois suas flores lembram muito as espécies de flores grandes porém são pequenas, além disso, seus pseudobulbos são bastante espaçados, como somente acontece na Bifrenaria longicornis no entanto esta apresenta inflorescências longas, com mais flores, e um longo calcar na base do labelo.